# Embletonia gracilis
Embletonia gracilis is een slakkensoort uit de familie van de Embletoniidae. De wetenschappelijke naam van de soort is voor het eerst geldig gepubliceerd in 1928 door Risbec.